# Дроздов, Алексей Васильевич
Алексе́й Васи́льевич Дроздо́в (род. 3 декабря 1983, Клинцы, Брянская область) — российский многоборец. Бронзовый призер чемпионата Европы 2006 года в десятиборье и чемпионата мира 2010 года в помещении в семиборье, чемпион Европы среди юниоров (2005), чемпион России (2010, 2011).

## Карьера
С 2005 года Алексей Дроздов выступает в соревнованиях взрослого уровня. В 2005 году он дебютировал на чемпионате мира (10-е место) и чемпионате России. В 2006 году на чемпионате Европы занял третье место, на чемпионате России — второе. В 2007 году на чемпионате мира стал четвёртым. В 2008 году выиграл золото чемпионата России и вошёл в состав сборной на  Олимпиаду в Пекине, где занял 12-е место.
В 2010 году добился высшего успеха в карьере — третье место на чемпионате мира в закрытых помещениях в Катаре.
Приказом министра спорта России № 37-нг от 30.03.2015 удостоен почётного звания заслуженный мастер спорта России .

## Основные результаты
| Год  | Турнир                          | Место проведения     | Место | Результат            |
| ---- | ------------------------------- | -------------------- | ----- | -------------------- |
| 2005 | Чемпионат Европы в помещении    | Мадрид, Испания      | 6-е   | 5939 (7-борье)       |
| 2005 | Чемпионат Европы среди молодёжи | Эрфурт, Германия     | 1-е   | 8196                 |
| 2005 | Чемпионат мира                  | Хельсинки, Финляндия | 10-е  | 8038                 |
| 2006 | Чемпионат мира в помещении      | Москва, Россия       | 5-е   | 6052 (7-борье)       |
| 2006 | Чемпионат Европы                | Осака, Япония        | 3-е   | 8350                 |
| 2007 | Чемпионат Европы в помещении    | Бирмингем, Италия    | DNF   |                      |
| 2007 | Чемпионат мира                  | Осака, Япония        | 4-е   | 8475 (личный рекорд) |
| 2008 | Олимпийские игры                | Пекин, КНР           | 12-е  | 8154                 |
| 2009 | Чемпионат Европы в помещении    | Турин, Италия        | 4-е   | 6101 (7-борье)       |
| 2009 | Кубок Европы по многоборьям     | Щецин, Польша        | 6-е   | 8081                 |
| 2010 | Чемпионат России по многоборьям | Пенза, Россия        | 2-е   | 6300 (7-борье)       |
| 2010 | Чемпионат мира в помещении      | Доха, Катар          | 3-е   | 6141 (7-борье)       |
| 2010 | Чемпионат Европы                | Барселона, Испания   | 7-е   | 8029                 |
| 2011 | Чемпионат России по многоборьям | Чебоксары, Россия    | 1-е   | 8334                 |
| 2011 | Чемпионат мира                  | Тэгу, Южная Корея    | 4-е   | 8313                 |

- DNF —  не финишировал.